# Gruis
 (juillet 2021).
Cet article court présente un sujet plus développé dans : Grue (constellation).
Le mot latin gruis, génitif singulier de  grus (« grue »), sert à désigner des étoiles de la constellation de la Grue : Alpha Gruis, Beta Gruis, Gamma Gruis, Delta1 Gruis, Delta2 Gruis, Epsilon Gruis, Iota Gruis, Nu Gruis, Pi1 Gruis, Theta Gruis, Tau1 Gruis, Zeta Gruis, etc.